# 城北鄉 (鄰水縣)
城北鄉，是四川省鄰水縣曾经下辖的一个乡。

## 沿革[1]
1949年12月，鼎屏區人民政府建立了菁拱鄉公所。1950年7月30日，鼎屏區改稱第一區後，菁拱鄉屬第一區(城北區)公所管轄。1953年4月24日，菁拱鄉公所改稱城北鄉人民政府。1956年1月16日，城北鄉人民政府改稱城北鄉人民委員會。1958年9月22日，城北鄉人民委員會改稱城北人民公社。1966年5月「文革」開始後，城北人民公社工作受到干擾。1967年3月，由公社武裝幹部和群眾代表主持成立了城北人民公社生產辦公室，負責公社的日常工作。1993年改置城北鎮。

## 行政區劃
城北鄉轄姚家村（和平）、朱家村（太平）、東鄰村、平橋村（平安）、馬林村、清河村（清和）、青坪村（青平）、羅解村（樂解）、翠柏村、石埡村、龍井村（新華）、同心村（同興）、灌溝村（紅光）、石花村、雙井村（紅星）、東北村。